# シェーンブルン (バーデン)
シェーンブルン (ドイツ語: Schönbrunn) は、ドイツ連邦共和国バーデン＝ヴュルテンベルク州ライン＝ネッカー郡の町村（以下、本項では便宜上「町」と記述する）

## 地理

### 位置
シェーンブルンは、ハイデルベルクの東約30km、小オーデンヴァルトの標高117mから466mに位置する。

### 自治体の構成
この町は、アレミュール、ハーク、モースブルン、シェーンブルンおよびシュヴァンハイムの5つの地区からなる。

## 歴史
シェーンブルンは、1262年に初めて文献上に記録されている。この村は、おそらく11世紀または12世紀にヴィンプフェン関連のシュタウフェン家の帝国領内に創設された。ウンターシェーンブルンとオーバーシェーンブルンは、入植地創設時代に、二重入植地として創設された。元々はヴォルムス司教区に属したが、Stüber Zent とともに、1380年にプファルツ選帝侯領となった。領主権は、16世紀まで様々な権門に質入れされ、1560年からはプファルツ選帝侯のアムト・ディルスベルク（アムトは地方行政区分）の管轄となった。1803年からシェーンブルンはバーデン大公領となり、アムト・ネッカーシュヴァルツァハに編入され、1813年にはこのアムトごとアムト・ネッカーゲミュントに移管された。1857年にはシュペヒバッハがバーデンのアムト・エーバーバッハに、1863年にアムト・ハイデルベルクとなり、1938年にこれらとともにハイデルベルク郡として再編され、1973年には、さらにライン＝ネッカー郡となった。
1972年1月1日に、それまで独立した自治体であったハーク、モースブルン、シェーンブルン、およびウンターアレミュールを含むシュヴァンハイムが合併した。
アレミュール (Allemühl) は、1369年のプファルツ選帝侯の租税登録簿に「Allemüllen」として初めて記録されている。1447年になっても Allemüllenと記載され、1467年に初めて Allemühl の記述がなされている。この集落の水車小屋(Mühle)に関する最初の言及は1538年2月3日の日付である。名前から推測される通り、この小村はアルトバッハ、プロイタースバッハ、クレプスバッハの渓谷に造られた水車小屋集落から発展し、後に水車用水路が掘られた。5つの粉挽き小屋が設けられ、その他に油搾りの水車や研磨用の水車がそれぞれ一つあった。オーバーアレミュールは大部分がシェーンブルンに、ウンターアレミュールはシュヴァンハイムに管轄されていた。
マンバッハ渓谷に位置するハーク (Haag) は、1416年に最初の記録が遺されている。この村は、元々2つの入植地（オーバーハーク、ウンターハーク）であり、これらが一体化したものである。入植開墾地（"hac"は、牧草地の意）は、シェーンブルンと同じくシュタウフェン家に由来する。この村は中世後期に Stüber Zent の一部となり、シュヴァルツァハ城支配下の村となった。領主権は、中世後期にはヴァインスベルク家にあったが、1419年にハークはプファルツ選帝侯ルートヴィヒ3世に売却された。その後、1648年にヴェストファーレン条約によってプファルツ選帝侯領に確定するまで、この村は様々な貴族（たとえばラントシャット・フォン・シュタイナハやヘルムシュタット家など）に質入れされた。1803年からハークはバーデンのウンターアムト・ディルスベルクに属す独立した自治体としてシェーンブルンから分割され、1972年に合併した。
モースブルン (Moosbrunn) は、1319年に「Mosbrunne」として初めて記載されている。おそらくは、やはりシュタウフェン家の入植開墾地であったと推測されている。モースブルンの領域は、首邑であるシェーンブルンの領域をリング状に取り囲んでいる。中世盛期の村の領主権は、ヴォルムスのレーエン主としてヴァインスベルク家が有していたが、1319年にヒルシュホルン家に質入れされた。この土地は、14世紀にヴォルムス司教からプファルツ選帝侯の所有に移管されたが、ヒルシュホルン家は断絶する1632年まで統治権を保持した。その後、スウェーデンがこの村を征服し、統治権はヘルムシュタット家に与えられた。1641年までに皇帝軍がこの村を再び占領し、1610年のヒルシュホルン家断絶に際しその遺産を引き継ぐことになっていたクロンベルク家が統治権を引き継いだ。1704年にモースブルン全域は、ネッカー川北岸のローテンベルクとともにデーゲンフェルト伯領となり、次いで1797年にはエアバッハ＝フュルシュテナウ伯領となった。1803年、この村は独立した自治体としてバーデン大公領となり、1811年にアムト・ネッカーシュヴァルツァハの管轄下に置かれ、ここで一旦シェーンブルンと別の歴史をたどるが、1972年に合併した。
シュヴァンハイム (Schwanheim) は1369年にプファルツの租税登録簿に「Schwanden」の名前で初めて文献に登場する。シェーンブルンの他の地区と同じくシュヴァンハイムも入植開墾地であったが、おそらくミンネブルクに属す森に中世後期に拓かれた開墾地であった。帝国城塞のミンネブルク、ヘルムシュタット、シュヴァルツァハが、開拓時代の統治に影響力を及ぼした。領主権は何度も質入れされ、分裂した。バーデン大公国に編入されてからも分裂状態は続き、村の各部はいくつかのアムトに分割された。1813年から村は独立した自治体として統一され、アムト・ネッカーゲミュントの管轄となった。1972年にシェーンブルンと合併した。1972年1月1日からシュヴァンハイムは2km離れた集落ウンターアレミュールも管理下に置いた。

## 行政

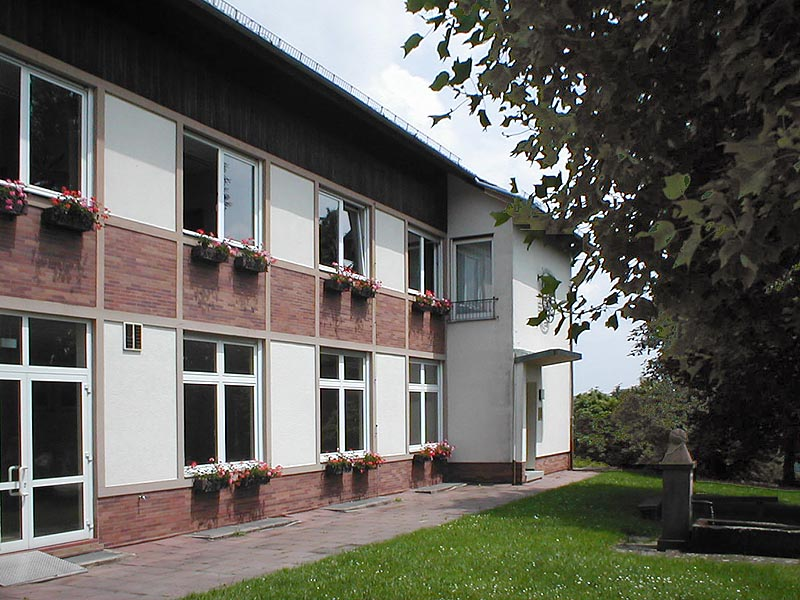
シェーンブルンの町役場

### 議会
シェーンブルン議会は14議席からなる。

### 首長
ローラント・シリングは1986年からシェーンブルンの首長を務めている。後継選挙ではヤン・フレイが勝利した。彼は2008年6月1日から、この職に就任する。

### 紋章
図柄: 銀地で、緑の土地の上に青い水を噴出する赤いチューブ型井戸。
この紋章は、おそらく1800年頃に造られた裁判所の印章に遡る。このデザインは村の名前に由来し（Schönbrunn = 「美しい泉」）、1914年に州文書局の認可を得た。1972年の合併後、一旦は公的な紋章ではなくなったが、1974年に、赤 - 白の旗とともに、旧来のデザインのまま新しく発足した町の紋章として内務省に認可された。

## 文化と見所
シェーンブルン地区には、1815年に建造された牧師館を伴った教会がある。その前の広場には、1870年から71年の「平和のオーク」と戦争記念碑がある。この地区には1597年建造の酒蔵の他いくつかの歴史的建造物が遺されている。シェーンブルンの町役場は近代的な機能建築で、やはり近代建築の学校と同様、かつてのウンターシェーンブルンおよびオーバーシェーンブルンの2つの中心地の間に建てられている。町役場の前には、この町の全域で見られる、この地方に典型的な砂岩で造られた泉が見られる。

Schönbrunn
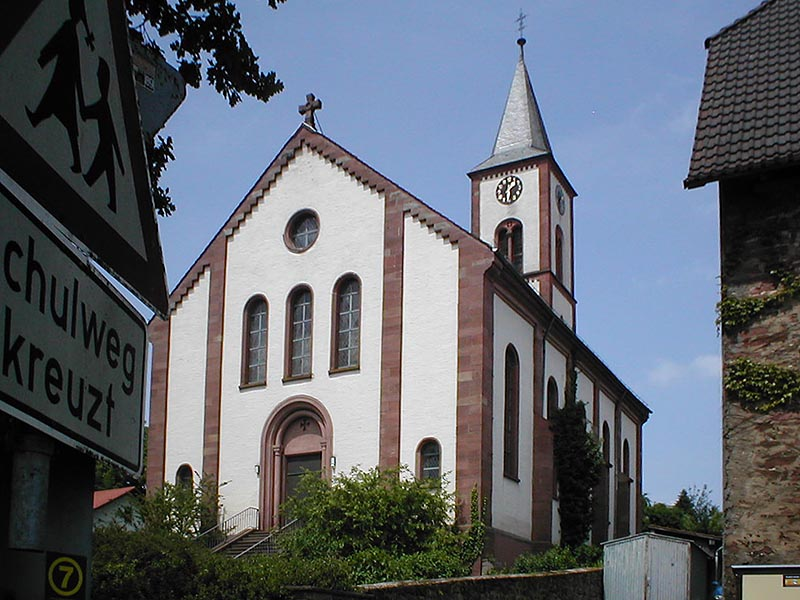
オーバーシェーンブルンの教会
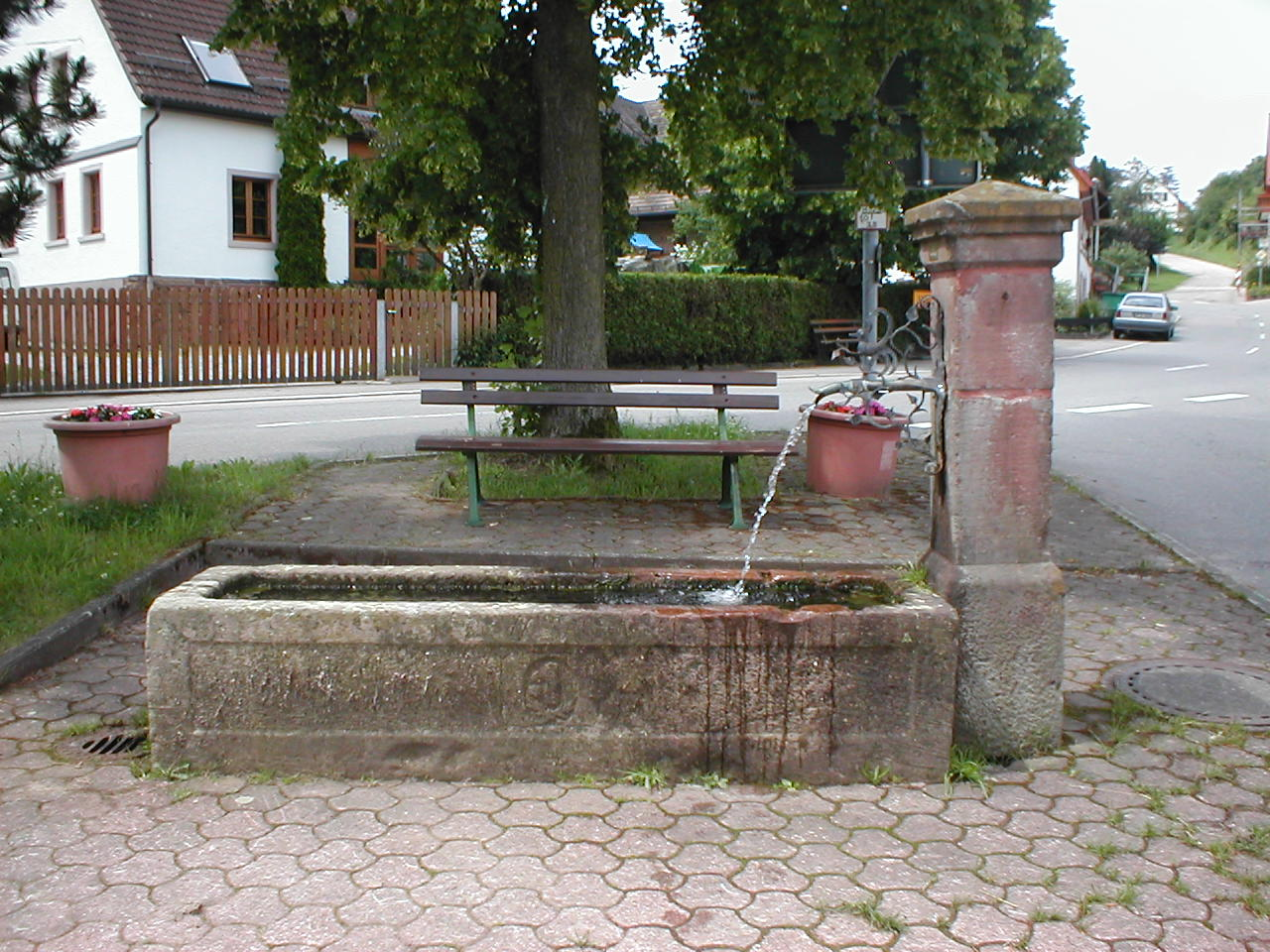
ウンターシェーンブルンの村の泉

アレミュールでは、いくつかの古い水車が見られるが、そのうちの一つは現在も操業されている。この操業中の水車は1795年に建造されたものである。水車の他には砂岩の泉もある。集落には1902年建造の学校兼村役場や戦争記念碑も遺されている。高台の墓地の近くには、比較的新しい簡素な小さな教会がある。集落の外れに「アウグスト＝ルム記念広場」がある。これはオーデンヴァルトの画家アウグスト＝ルム（1888年 - 1950年）に捧げられた緑地である。

Allemühle
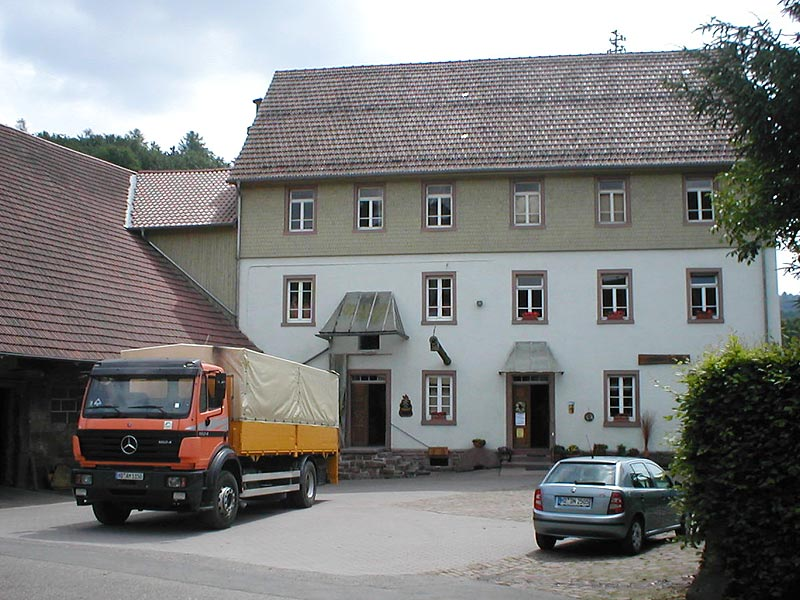
水車を利用している企業
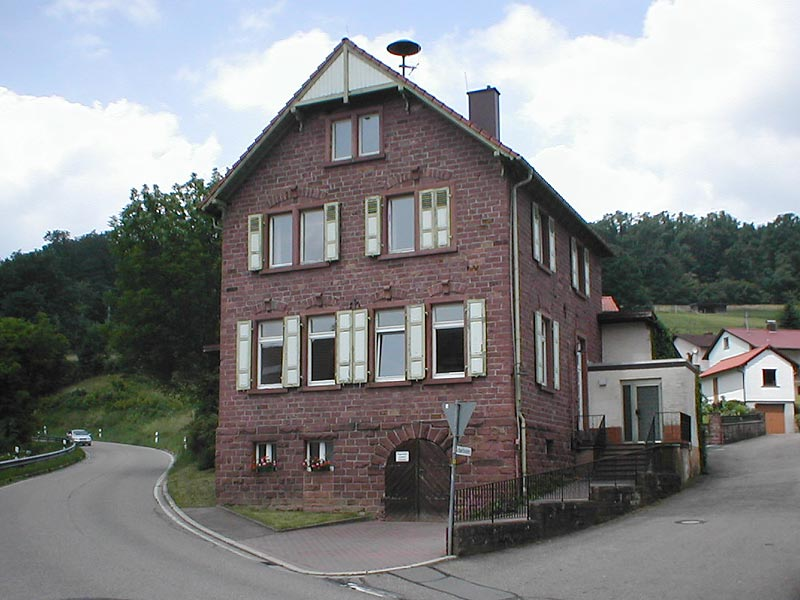
1902年建造の学校
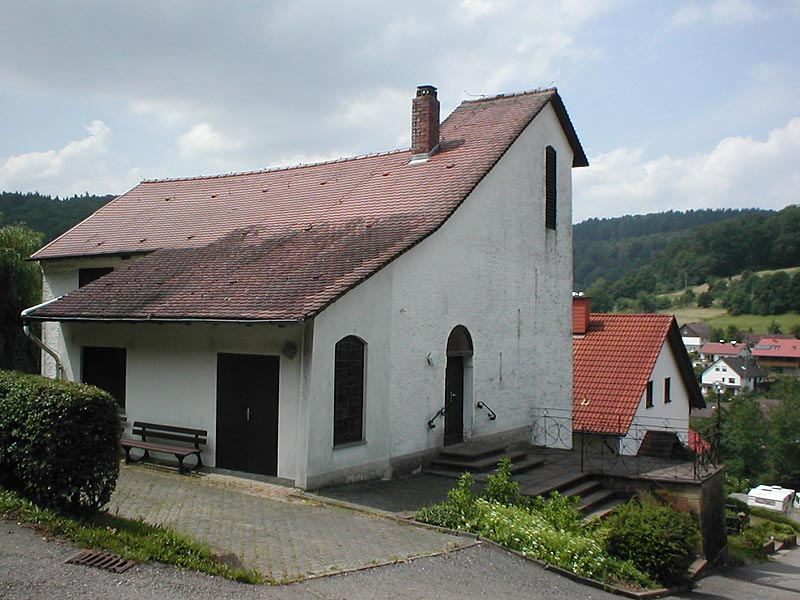
アレミュールの教会
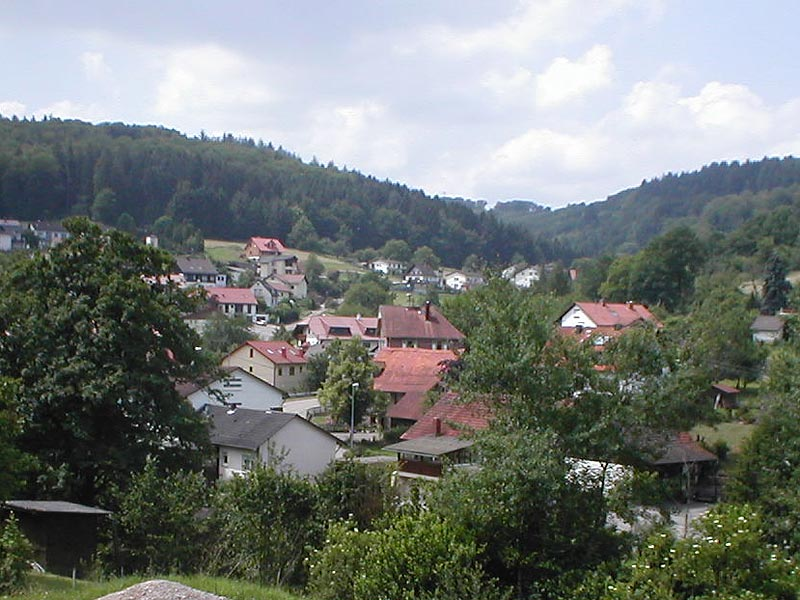
アレミュールの眺望

ハークの壁で囲まれた墓地に歴史的な聖ランバート教会がある。この建物の中心部は中世にまで遡る。墓地の門や教会の玄関は、1740年から1751年の間に建設されたもので、祭壇塔は1753年に改築された。屋根裏への入り口には、1466年に造られた古い玄関が再利用されている。村の広場の近くには旧村役場と旧学校がある。旧村役場は、1747年に建てられた初代の建物に替わり、1877年に救貧院兼村役場として建設され、1878年から1971年まで村役場として使われていた。旧学校は、教師宿舎、家畜小屋、納屋を備えた建物で、1859年に2代目の学校として建設され、1964年に新しい学校ができるまで使われていた。1988年に郷土コンテスト「うちの村が最高だ」の優勝を勝ち取ったこの集落には、この他にも多くの木組み建築、泉、道標、戦争記念碑などが遺されている。

Haag
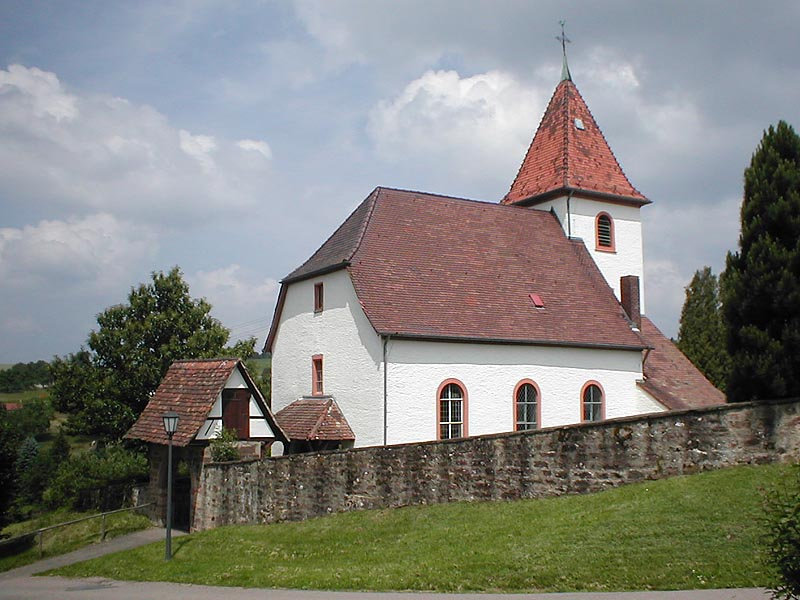
ハークの教会
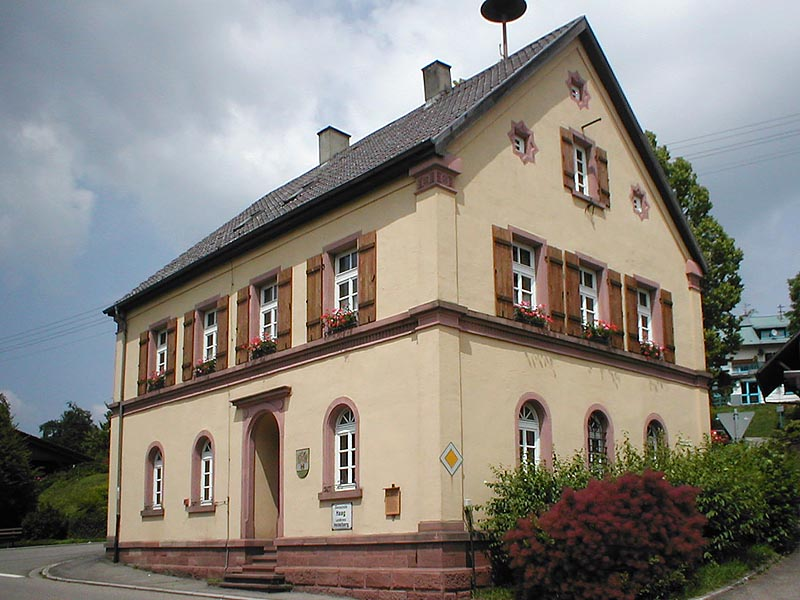
旧村役場
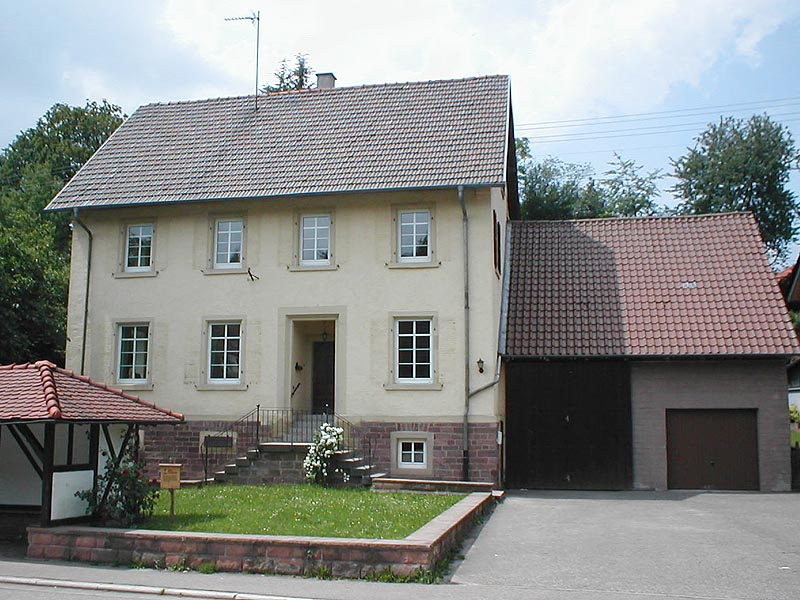
旧学校
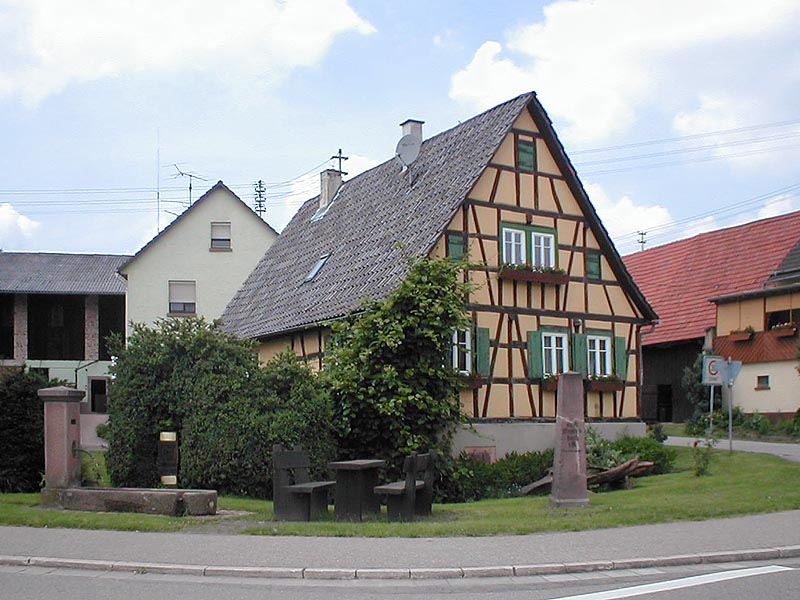
集落の風景: 泉と緑地

モースバッハの中心地には古い教会があり、その下には泉と水小屋がある。その近くにある墓地は、その特異性で墓石研究家には知られている。墓地の再建の際に、基礎を取り払い、すべての墓を並べ直したため、極端に小さな墓地のように見えるのである。

Moosbrunn
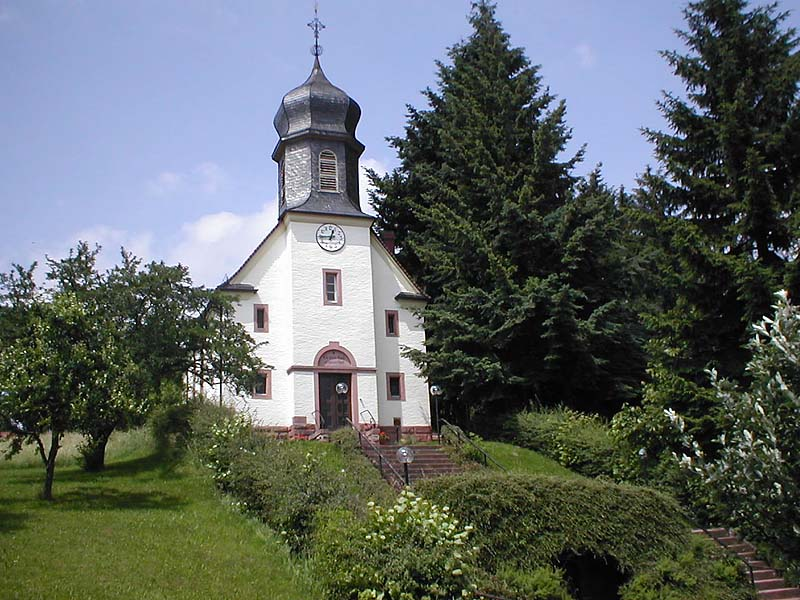
モースブルンの教会
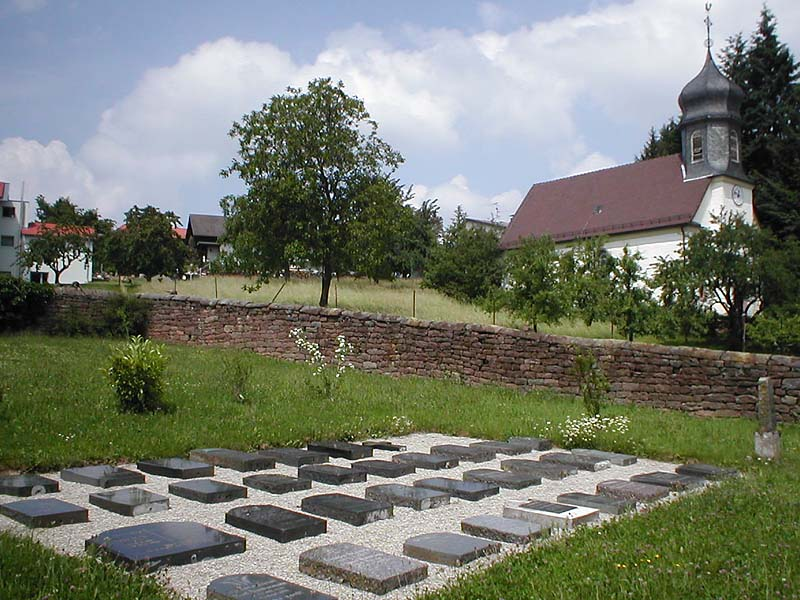
モースブルン墓地

シュヴァンハイムには、旧村役場や1905年の旧学校がすぐ隣り合って建っている。そこから遠くないところに1821年に建造された教会がある。教会の塔は1952年に完成したものである。現在では何度も改修されて住居となっている別の旧学校は画家アウグスト＝ルムの生家である。

Schwanhaim
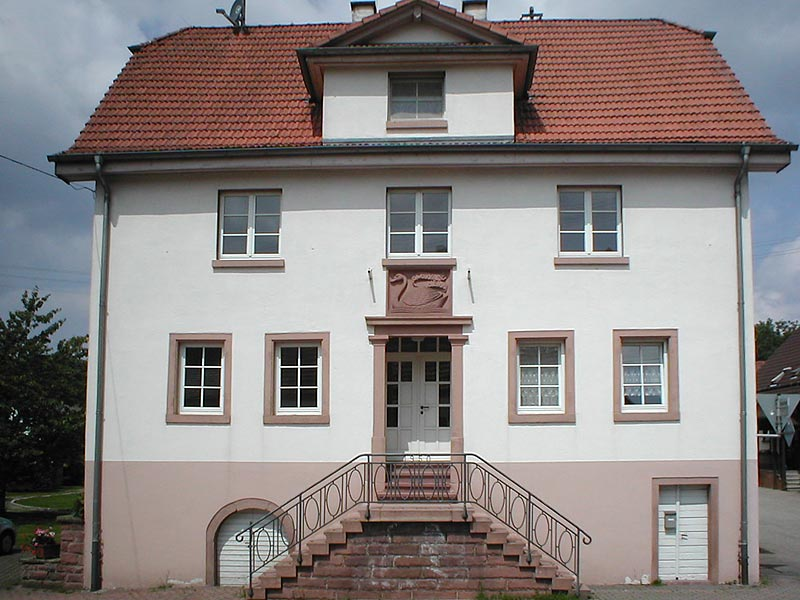
旧村役場
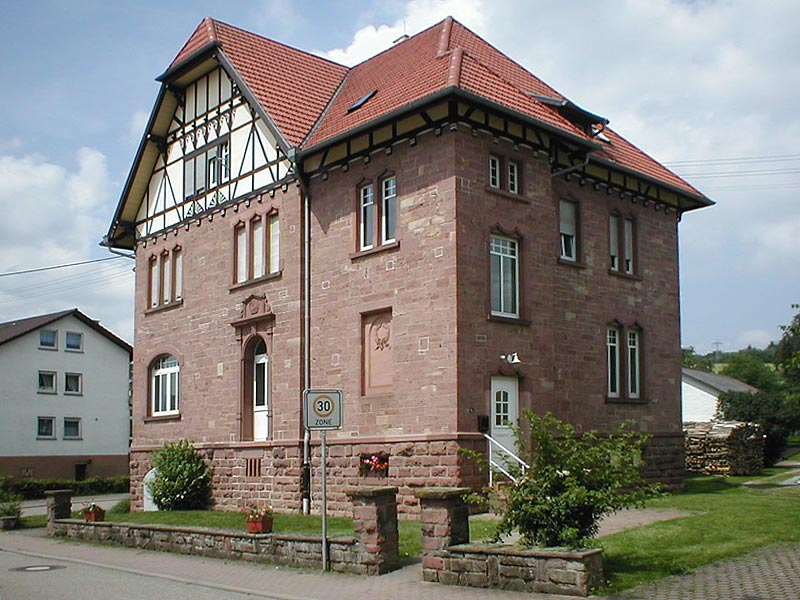
1905年建造の旧学校
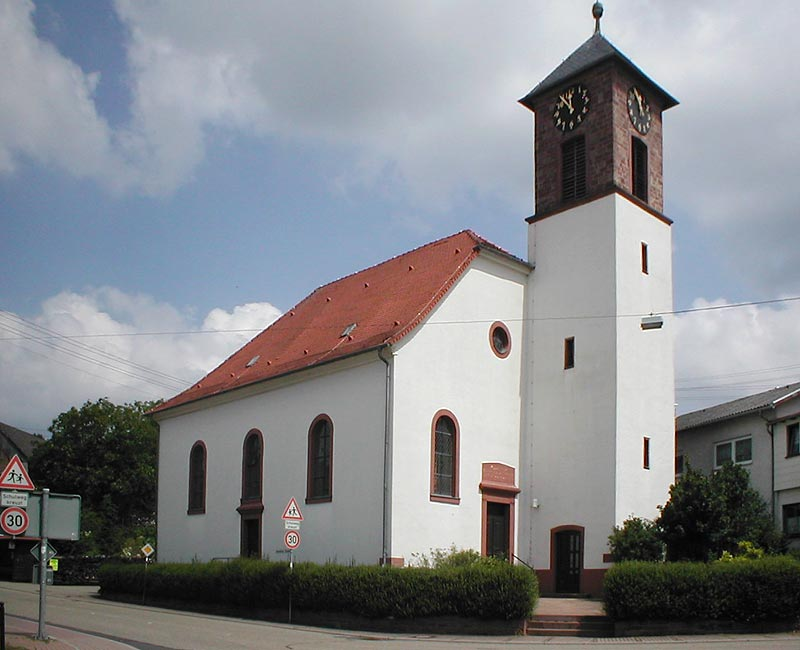
シュヴァンハイムの教会
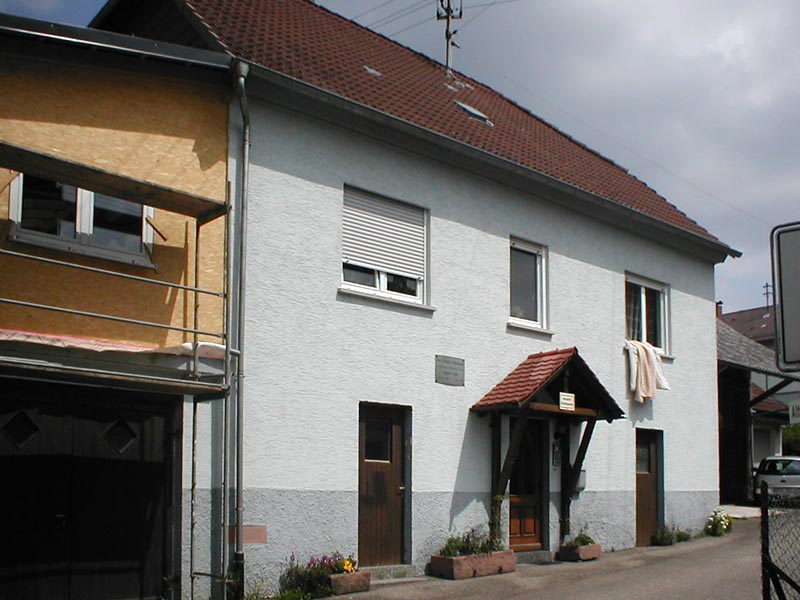
アウグスト＝ムルの生家でもある旧学校

## 経済と社会資本

### 近郊交通
シュヴァンハイムは、ライン＝ネッカー交通連盟のサービスエリアに含まれる。
バス路線822系統がエーバーバッハからノインキルヒェン／アグラスターハウゼンを結んでいる。この路線は、通常5つの地区すべてを通過するが、例外便もある。
バス路線754系統は、ハイデルベルクからハーク／モースブルンを結んでいる。この系統はハーク行きであるが、一部がシェーンブルンを経由してモースブルンまで走っている。

### 地元企業
モースバッハには、国際的に活動している企業 Pinter Mess- und Regeltechnik GmbHがある。この会社は、発電技術や工業生産の精密圧力装置や精密圧力計測装置を生産している。この会社はシェーンブルン最大の雇用主である。

## 引用
1. ↑  Statistisches Landesamt Baden-Württemberg – Bevölkerung nach Nationalität und Geschlecht am 31. Dezember 2023 (CSV-Datei)